# فانتینو
فانتینو (به لاتین: Fantino) یک منطقهٔ مسکونی در جمهوری دومینیکن است که در استان سانچز رامیرس واقع شده‌است. فانتینو ۹۵٫۹۷ کیلومتر مربع مساحت و ۲۲٬۴۸۷ نفر جمعیت دارد.